# Tôma Khuông
Tôma Khuông tên đầy đủ là Tôma Ngô Túc Khuông là một linh mục, được Giáo hội Công giáo Rôma tôn phong Hiển Thánh vào năm 1988.
Ông sinh năm 1780 tại làng Nam Hòa, xứ Tiên Chu, xã Hồng Nam, huyện Tiên Lữ, nay là xã Hồng Nam, thành phố Hưng Yên, tỉnh Hưng Yên, thuộc Giáo phận Thái Bình, có cha là quan tuần phủ. Sau khi thụ phong linh mục, ông nhập dòng Đa Minh. Trong thời kỳ bách đạo, ông vẫn âm thầm các việc đạo nhờ khôn khéo giao tiếp với quan lại. Năm 1859, một số ít giáo hữu xứ Cao Xá tổ chức võ trang để tự vệ, chống lại việc binh lính triều đình tấn công các làng đạo, ông không ủng hộ việc này nên lánh sang Hải Phòng, thuộc Giáo phận Đông Đàng Ngoài, khi đến đầu cầu làng Trần Xá thì bị bắt do từ chối bước qua Thánh Giá. Ông bị xử trảm ngày 30 tháng 1 năm 1860 ngoài thành Hưng Yên.